# Naundorf (Forst (Lausitz))
Naundorf, niedersorbisch Glinsk, ist ein Ortsteil der Stadt Forst (Lausitz) im brandenburgischen Landkreis Spree-Neiße.

## Lage
Naundorf liegt in der Niederlausitz an der Grenze zu Polen. Benachbarte Orte sind die in Polen liegenden Dörfer Strzegów und Mielno in der Landgemeinde Gubin im Norden und Nordosten, Sacro im Osten, die Stadt Forst (Lausitz) im Süden, Mulknitz im Südwesten, Bohrau im Westen sowie Briesnig im Nordwesten.
Zu Naundorf gehört der Gemeindeteil Neu Sacro. Die Bundesstraße 112 verläuft westlich der Gemarkung von Naundorf, der Oder-Neiße-Radweg 1,5 km vom Ortskern entfernt.

## Geschichte
Naundorf wurde am 16. Oktober 1544 erstmals urkundlich erwähnt und gehörte damals zum Benediktinerinnen-Kloster Guben. Ab dem Jahr 1635 war Johann Georg I. von Sachsen in Besitz des Ortes. Im Jahr 1740 erwarb der sächsische Minister Heinrich von Brühl die Orte in der Umgebung von Forst.
Die Dorfkirche von Naundorf wurde im 14. oder 15. Jahrhundert errichtet. Im Jahr 1818 bekam sie einen Kirchturm. Die Orgel wurde im Jahr 1902 gebraucht vom Orgelbauer Wilhelm Kummer aus Minden erworben und im Jahr 2019 rekonstruiert.
Nach dem Wiener Kongress kam Naundorf wie die gesamte Niederlausitz an das Königreich Preußen. Dort lag der Ort im Amtsbezirk Bohrau im Landkreis Sorau (Lausitz). Danach lag Naundorf bis 1952 im Landkreis Cottbus. Am 25. Juli 1952 wurde Naundorf dem neu gebildeten Kreis Forst im Bezirk Cottbus zugeteilt und lag nach der Wende im Landkreis Forst in Brandenburg. Nach der Kreisreform in Brandenburg am 6. Dezember 1993 kam Naundorf zum neu gebildeten Landkreis Spree-Neiße und wurde in die Stadt Forst (Lausitz) eingemeindet.

## Bevölkerungsentwicklung
| 1875 | 301 | 1939 | 299 | 1981 | 160 |
| 1890 | 299 | 1946 | 251 | 1985 | 152 |
| 1910 | 295 | 1950 | 282 | 1989 | 132 |
| 1925 | 380 | 1964 | 232 | 1992 | 124 |
| 1933 | 335 | 1971 | 201 |      |     |

## Persönlichkeiten
- Dietmar Woidke (* 1961), Politiker (SPD) und amtierender Ministerpräsident des Landes Brandenburg, geboren in Naundorf